# Ian Chen
Ian Chen (Los Ángeles, California, 7 de septiembre de 2006) es un actor estadounidense de ascendencia taiwanesa. Es conocido por sus papeles como Evan Huang en la comedia de ABC Fresh Off the Boat (2015-2020) y Eugene Choi en las películas del Universo Extendido de DC Shazam! (2019) y ¡Shazam! La furia de los dioses (2023).

## Biografía y vida personal
Ian Chen nació de inmigrantes taiwaneses en Los Ángeles, California. Tiene un hermano menor llamado Max y ambos hablan mandarín con fluidez. Ha demostrado entusiasmo por los videojuegos. Chen también canta y toca la guitarra en una banda, y es un entusiasta de la aviación. Se graduó de Arcadia High School en 2024 y actualmente asiste a Harvard College.

## Filmografía

### Televisión
| Año       | Título                 | Papel                                | Notas                          |
| --------- | ---------------------- | ------------------------------------ | ------------------------------ |
| 2013      | Modern Family          | Amigo de Lily en el funeral del gato | 1 episodio                     |
| 2014      | Grey's Anatomy         | Luca                                 | 1 episodio                     |
| 2015-2020 | Fresh Off the Boat     | Evan Huang                           | Papel principal; 116 episodios |
| 2016      | Dr. Ken                | Henry                                | 1 episodio                     |
| 2016      | Loosely Exactly Nicole | Troy                                 | 1 episodio                     |
| 2018      | Paradise Run           | Él mismo                             | 1 episodio                     |
| 2018-2022 | Fancy Nancy            | Jonathan                             | Voz, 13 episodios              |
| 2019-2020 | The Rocketeer          | Logan                                | Voz, 5 episodios               |
| 2021      | Yasuke                 | Ichiro                               | Voz, 3 episodios               |
| 2023      | Summer Camp Island     | Perro                                | Voz, 2 episodios               |

### Películas
| Año  | Título                          | Papel       | Notas        |
| ---- | ------------------------------- | ----------- | ------------ |
| 2019 | ¡Shazam!                        | Eugene Choi |              |
| 2019 | A Dog's Journey                 | Joven Trent |              |
| 2021 | Wish Dragon                     | Joven Din   | Voz          |
| 2023 | ¡Shazam! La furia de los dioses | Eugene Choi |              |
| 2023 | Fish Boy                        | Patrick     | Cortometraje |

## Premios y nominaciones
Chen fue clasificado como el número 1 en "Los mejores actores asiáticos menores de 25 años en 2022" en Ranker.
Chen fue nombrado una de las 30 mejores estrellas de Hollywood menores de 18 años por The Hollywood Reporter en 2018 y 2019.
Chen ocupó el puesto número 3 en "12 menores de 12: los mejores actores infantiles de 2015" de Entertainment Weekly, detrás de Jacob Tremblay y Marsai Martin.

## Apariciones
En noviembre de 2016, Chen inauguró el concierto de la orquesta "FASO Goes Pops!" con una interpretación del éxito del joven Michael Jackson, "Ben".
En junio de 2016, protagonizó el personaje principal del video musical "Into You" de Eric Nam.